# Èric Jover Comas
Èric Jover Comas   (Escaldes-Engordany, novembre 1977) és un polític andorrà, membre del partit polític Demòcrates per Andorra (DA), que va ser ministre d'Andorra.
Jover va exercir com a ministre d'Hisenda d'Andorra des del 22 de maig de 2019 fins a la seva dimissió el gener de 2023, després que es fes públic que no havia presentat la declaració de l'impost de societats de la seva empresa des del 2019. Anteriorment havia exercit com a ministre d'Educació del 2015 al 2019.